# رضی‌آباد (دامغان)
رضی‌آباد روستایی در دهستان قهاب صرصر بخش امیراباد شهرستان دامغان استان سمنان ایران است.
نگهبان:رضاقلی

## جمعیت
بر پایه سرشماری عمومی نفوس و مسکن در سال ۱۳۹۵ جمعیت این مکان ۱۵۰ نفر (۵۲خانوار) بوده‌است.